# Aidan McQueen
Aidan McQueen (Londra, 16 maggio 1882 – Amersham, 27 marzo 1965) è stato un calciatore inglese, di ruolo portiere. Secondo molte fonti il suo nome era James Albert; ciò porta a supporre che Aidan (che in inglese significa fiamma) fosse in realtà un soprannome.

## Biografia
Nacque a Londra, figlio di un poliziotto. Dopo la tragica morte del padre Aidan, ancora in tenera età, venne accolto dall'orfanotrofio Royal Caledonian school sempre nella capitale.

## Carriera
Ingaggiato per la stagione 1906-07, McQueen nella Juventus, a causa della inamovibilità di Domenico Durante nel ruolo di portiere, rivestì il ruolo di difensore in due partite di campionato, entrambe contro il Torino nel Derby della Mole. I due incontri si giocarono: il primo il 13 gennaio 1907, e fu una sconfitta per 2-1; il secondo il 3 febbraio del medesimo anno, ed anche qui ci fu una sconfitta, ma per 4-1.
Il 28 aprile 1907, a campionato concluso, giocò con il Torino per la prestigiosa Palla Dapples nel ruolo di portiere. In quel ruolo rimase con i granata fino al termine della stagione successiva senza disputare, per il boicottaggio del Torino (e di altri sodalizi), alcuno dei due campionati organizzati dalla FIF , uno dei quali era riservato a squadre con soli giocatori italiani, ma difese i pali della squadra piemontese in incontri amichevoli, due tornei e nuovamente nella "Palla Dapples" contro il Milan (15 marzo 1908). Proveniente dall'Olympique de Marseille, si trasferì allo Stade Helvetique de Marseille (novembre 1911) per poi vincere il campionato francese del 1912-13.

## Dopo il ritiro
Prese parte alla Grande Guerra nella Royal Artillery e nel 1919 tornò nel Regno Unito per dedicarsi all'insegnamento scolastico del Francese, che aveva appreso durante la propria carriera.
Ebbe tre figli maschi e due femmine.

## Statistiche

### Presenze e reti nei club
| Stagione        | Club            | Campionato                         | Campionato                         | Campionato                         | Campionato |
| Stagione        | Club            | Comp                               | Pres                               | Reti                               |            |
| --------------- | --------------- | ---------------------------------- | ---------------------------------- | ---------------------------------- | ---------- |
| 1906-1907       | Juventus        | PC                                 | 2                                  | 0                                  |            |
| Totale Juventus | Totale Juventus | Totale Juventus                    | 2                                  | 0                                  |            |
| 1907-1908       | Torino          | Squadra non iscritta al campionato | Squadra non iscritta al campionato | Squadra non iscritta al campionato |            |
| Totale Torino   | Totale Torino   | Totale Torino                      | 0                                  | 0                                  |            |
| Totale          | Totale          | Totale                             | 2                                  | 0                                  |            |